# Фріц Ген
Фріц Ген (нім. Fritz Höhn; 31 травня 1896, Вісбаден, Німецька імперія — 3 жовтня 1918, Сен-Мартен-л'Ере, Франція) — німецький льотчик-ас, лейтенант Прусської армії.

## Біографія
Учасник Першої світової війни. До вступу в авіацію служив у 7-му гвардійському піхотному полку, потім літав у складі 227-го льотного дивізіону, доки в 1917 році не перейшов на винищувачі. Як пілот Ген в основному спеціалізувався на полюванні за аеростатами. З кінця 1917 року воював у лавах 21-ї винищувальної авіації до свого поранення 20 квітня 1918 року. Повернувся на фронт у серпні. Після своєї 10-ї перемоги (24 серпня) Ген перші три дні вересня тимчасово виконував обов'язки командира 81-ї винищувальної ескадрильї, а потім до кінця місяця виконував ті ж функції в 60-й винищувальній системі. У жовтні Ген прийняв командування 41-ю винищувальною ескадрильєю і встиг здобути ще 3 перемоги, поки не загинув у бою 3 жовтня після полудня над Сен-Мартен-л'Ере. Перемога була віддана аджюдану Ле Пті, який збив Fokker D.VII у цьому районі о 14:50.
Всього за час бойових дій здобув 20 перемог, з них 9 аеростатів.

## Нагороди
- Залізний хрест 2-го і 1-го класу
- Нагрудний знак військового пілота (Пруссія)
- Королівський орден дому Гогенцоллернів, лицарський хрест з мечами